# Александре Лісс
Александре Лісс (20 червня 1991) — швейцарський плавець.
Учасник Олімпійських Ігор 2012 року.